# Аарио, Лео
Лео Эйно Аарио (до 1928 года — Энгманн) (фин. Leo Aario; 26 ноября 1906 — 6 августа 1998) — финский географ, геолог, ботаник. педагог, профессор. Доктор наук (с 1932). Член Финской академии наук (с 1954).

## Биография
В 1925 году окончил Финский классический лицей (Выборг).
С 1945 по 1953 год работал профессором географии в Университете Турку. Был деканом факультета естественных наук. В 1951—1953 годах — проректор Университета Турку.
С 1953 по 1970 год — профессор географии Хельсинкского университета.
С 1954 года Аарио являлся членом Финской академии наук 
С 1963 года — член Германской академии естествоиспытателей «Леопольдина». В 1967 году был избран членом-корреспондентом Гёттингенской академии наук.
Специалист в области ботанической и естественной географии, палеографии.

## Избранные труды
- Biologische Geographie
- Pflanzentopographische und paläogeographische Mooruntersuchungen in N-Satakunta
- Über die Wald- und Klimaentwicklung an der lappländischen Eismeerküste in Petsamo mit e. Beitr. zur nord- u. mitteleurop. Klimageschichte
- Über den südlichen Abfluss des Vor-Päijännesees
- Ein nachwärmezeitlicher Gletschervorstoss in Oberfernau in den Stubaier Alpen
- Die Kulturlandschaft und bäuerliche Wirtschaft beiderseits des Rheintales bei St. Goar
- Der Tümmlerfund von Kolosjoki und die Entwicklungsgeschichte der Wälder Petsamos, in Fennia (1940)
- The original garden cities in britain and the garden city ideal in finland
- Waldgrenzen und subrezenten [!] Pollenspektren in Petsamo, Lappland
- Vegetation und postglaziale Geschichte des Nurmijärvi-Sees